# Schliengen
Schliengen ist eine Gemeinde im Landkreis Lörrach in Baden-Württemberg.

## Geografie

### Geografische Lage
Schliengen liegt zwischen Müllheim und der Kreisstadt Lörrach. Das Gemeindegebiet erstreckt sich von der Oberrheinebene in 225 Meter über Normalnull, über die Vorbergzone des Eggenertals bis zum Gipfel des Blauen (auch Hochblauen) in 1165 Meter Höhe.

### Nachbargemeinden
Die Gemeinde grenzt im Norden an Auggen, im Nordosten an den Ortsteil Feldberg der Stadt Müllheim, beide im Landkreis Breisgau-Hochschwarzwald, im Osten an Malsburg-Marzell, im Süden an die Stadt Kandern und den Kurort Bad Bellingen im Landkreis Lörrach sowie im Westen an den Ortsteil Steinenstadt der Stadt Neuenburg am Rhein, wieder im Landkreis Breisgau-Hochschwarzwald.

### Gemeindegliederung

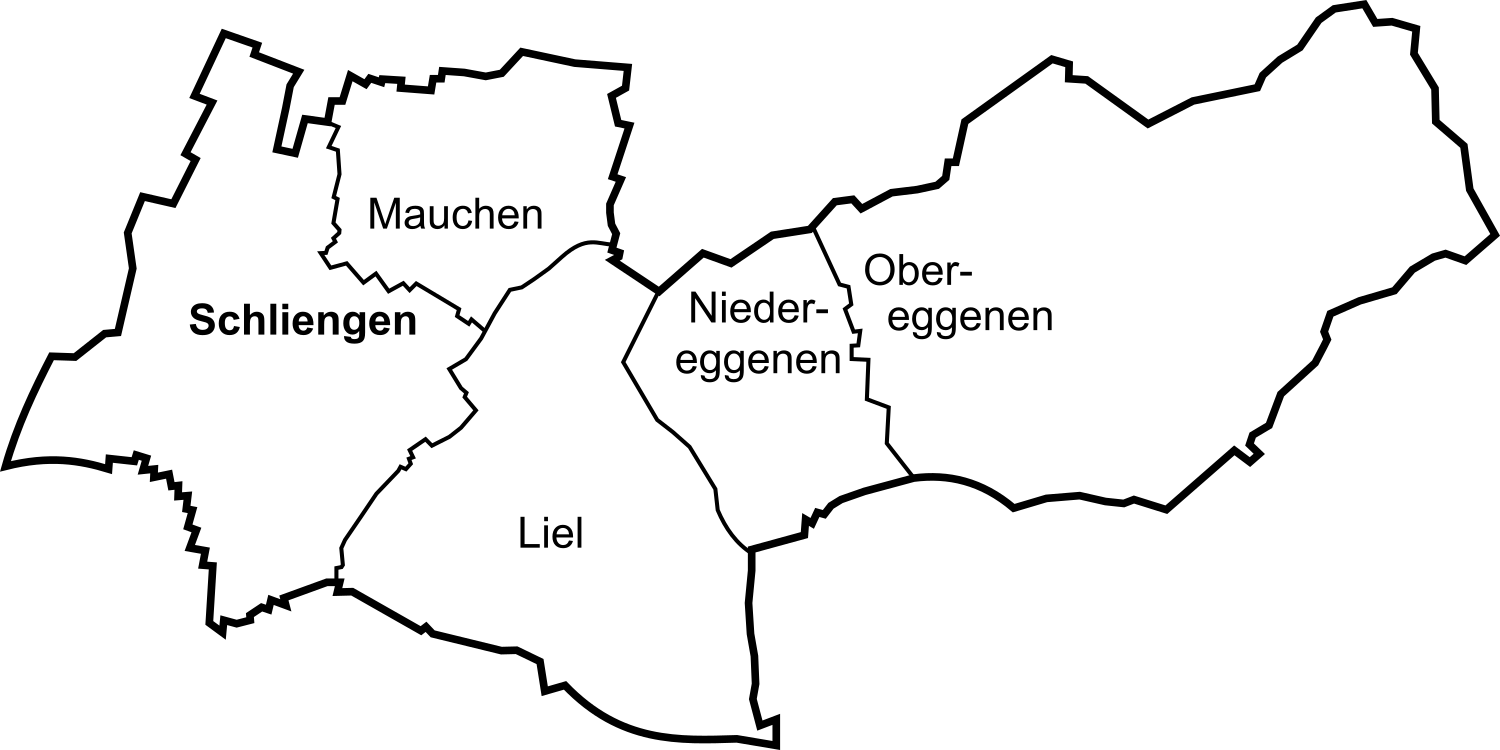
Gemeindegebiet von Schliengen mit seinen Ortsteilen

Die Gemeinde Schliengen besteht aus den fünf Ortsteilen Liel, Mauchen, Niedereggenen, Obereggenen und Schliengen. Die räumlichen Grenzen der Ortsteile sind identisch mit denen der früher selbstständigen Gemeinden gleichen Namens, ihre offizielle Benennung erfolgt mit Ausnahme des Ortsteils Schliengen durch vorangestellten Namen der Gemeinde und durch Bindestrich verbunden nachgestellt der Name des jeweiligen Ortsteils. Die Ortsteile bilden zugleich Wohnbezirke im Sinne der baden-württembergischen Gemeindeordnung und mit Ausnahme des Ortsteils Schliengen sind in den Ortsteilen Ortschaften im Sinne der baden-württembergischen Gemeindeordnung mit jeweils eigenem Ortschaftsrat und Ortsvorsteher als dessen Vorsitzender eingerichtet.
siehe auch Burg Obereggenen (Grüneck)
Zum Ortsteil Liel gehören das Dorf Liel und die Höfe „Karlshof, Erlenboden, Fohlenweide“. Zu den Ortsteilen Mauchen und Niedereggenen gehören jeweils nur die gleichnamigen Dörfer. Zum Ortsteil Obereggenen gehören die Dörfer Obereggenen und Schallsingen, Schloss „Bürgeln, Schloß“, der Hof Lippisbacherhof und das Haus Blauenhaus. Zum Ortsteil Schliengen gehören das Dorf Schliengen, der Hof Altingermühle und die Häuser Bahnstation Schliengen.

Im Ortsteil Schliengen liegen die Wüstungen Gotones vilare, Kutzmühle und Lielmühle. Im Ortsteil Mauchen liegen die Wüstungen Hofen und Wettlingen. Im Ortsteil Obereggenen liegen die Wüstungen Am brennten Buck, Bützihoff und Gorgendorf. Im Ortsteil Schliengen liegt das abgegangene Dorf Altingen von dem heute noch die Altingermühle besteht.

## Geschichte

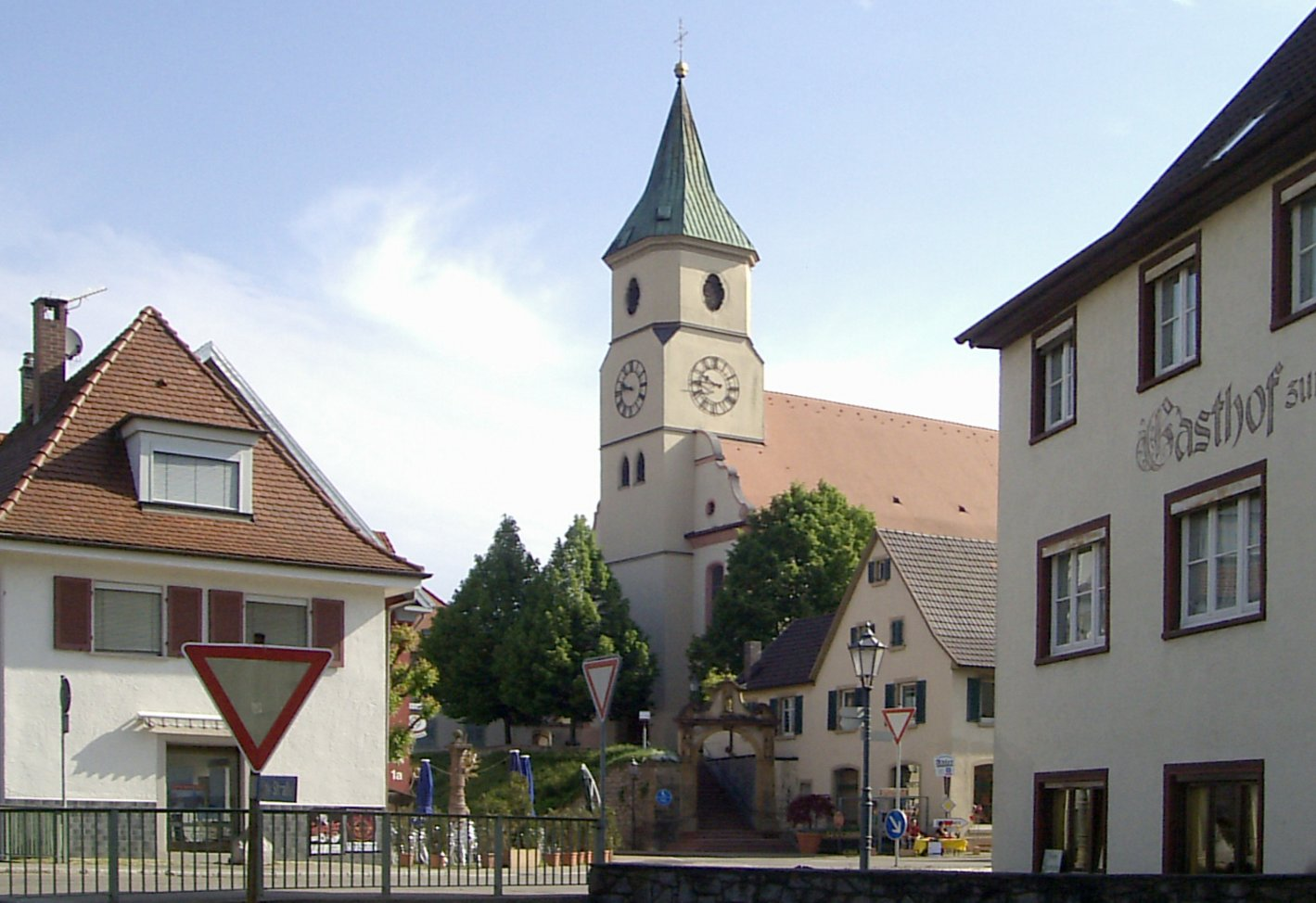
Ortszentrum

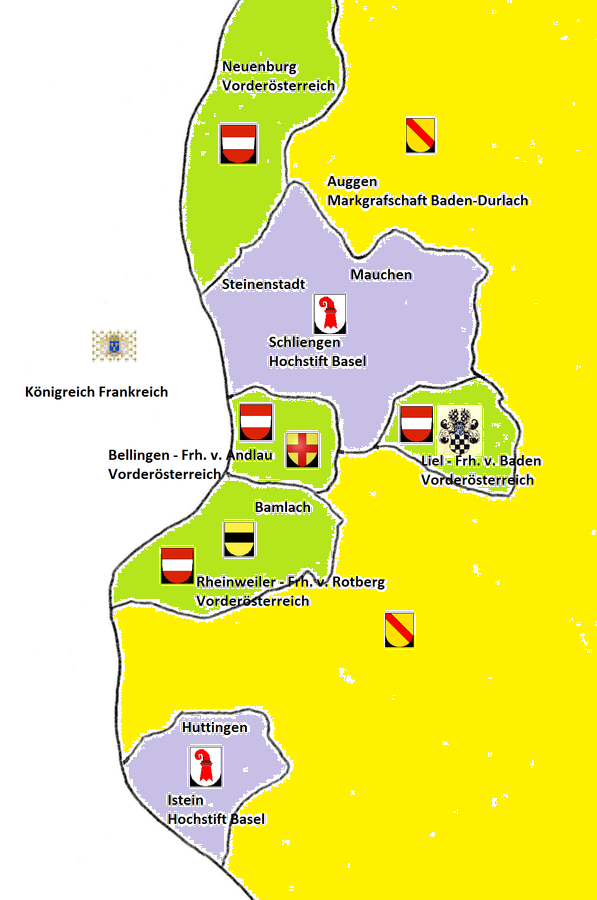
Landvogtei Schliengen

Schliengen wurde erstmals 820 als Sliingas in einem Urkundenbuch der Stiftsbibliothek St. Gallen erwähnt. Es gehörte früher zum Fürstbistum Basel, wo es seit 1719 Sitz der Landvogtei Schliengen war. Die lange Zugehörigkeit zum Fürstbistum Basel ist auch am Baselstab in der linken Wappenhälfte abzulesen. 1546 erließ der Fürstbischof von Basel eine Dorfordnung, die bis zur Einführung der „Badischen Gemeindeordnung“ im 19. Jahrhundert gültig war. 1704 erhält Schliengen vom Basler Fürstbischof das Marktrecht.
Im Ersten Koalitionskrieg gegen Frankreich zwang Erzherzog Karl am 24. Oktober 1796 in der Schlacht bei Schliengen den französischen General Jean-Victor Moreau zum Rückzug über den Rhein bei Hüningen.
Nach der Säkularisation aufgrund des Reichsdeputationshauptschlusses von 1803 kam der Ort an das Kurfürstentum Baden (ab 1806 Großherzogtum Baden) und wurde von 1803 bis 1810 Sitz des Bezirksamtes Schliengen.
Der moderne Schienenverkehr erreichte Schliengen am 15. Juni 1847, als der Abschnitt Müllheim im Markgräflerland – Schliengen eröffnet wurde. In Baden gehörte Schliengen lange zum Landkreis Müllheim und wurde 1973 nach dessen Auflösung dem Landkreis Lörrach zugeordnet.
Im Zuge der Gemeindegebietsreform in Baden-Württemberg wurden am 1. Januar 1973 die bis dahin selbstständige Gemeinden Liel, Mauchen und Niedereggenen eingemeindet. Die Eingemeindung von Obereggenen erfolgte am 1. Januar 1974.
Während Mauchen – wie Schliengen selbst – Teil des Fürstbistums Basel war, gehörte Liel den Freiherren von Baden und damit zu Vorderösterreich; Nieder- und Obereggenen gehörten zur Markgrafschaft Baden-Durlach, so dass sich die heutige Großgemeinde Schliengen aus Gebieten dreier früherer Reichsstände zusammensetzt.
Nachfolgend die Wappen der eingemeindeten Orte:

Liel
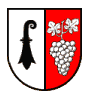
Mauchen
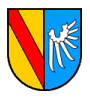
Niedereggenen
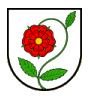
Obereggenen

## Religionen
Durch die Zugehörigkeit zum Fürstbistum Basel ist die Reformation an Schliengen vorbeigegangen, so dass der Ort auch heute noch vorwiegend römisch-katholisch geprägt ist. Obwohl der Fürstbischof von Basel die Landesherrschaft über Schliengen ausübte, gehörte die Gemeinde kirchlich zur katholischen Diözese Konstanz, seit Beginn des 19. Jahrhunderts gehört sie zum Erzbistum Freiburg. Inzwischen gibt es in Schliengen und den Ortsteilen auch ein evangelisches Pfarramt. Die Ortsteile Niedereggenen und Obereggenen mit Schallsingen sind traditionell evangelisch. Gemäß Zensus 2011 waren 37,9 % der Bevölkerung von Schliengen katholisch, 35,6 % evangelisch und 26,5 % gehörten anderen oder keiner Religionsgemeinschaft an.

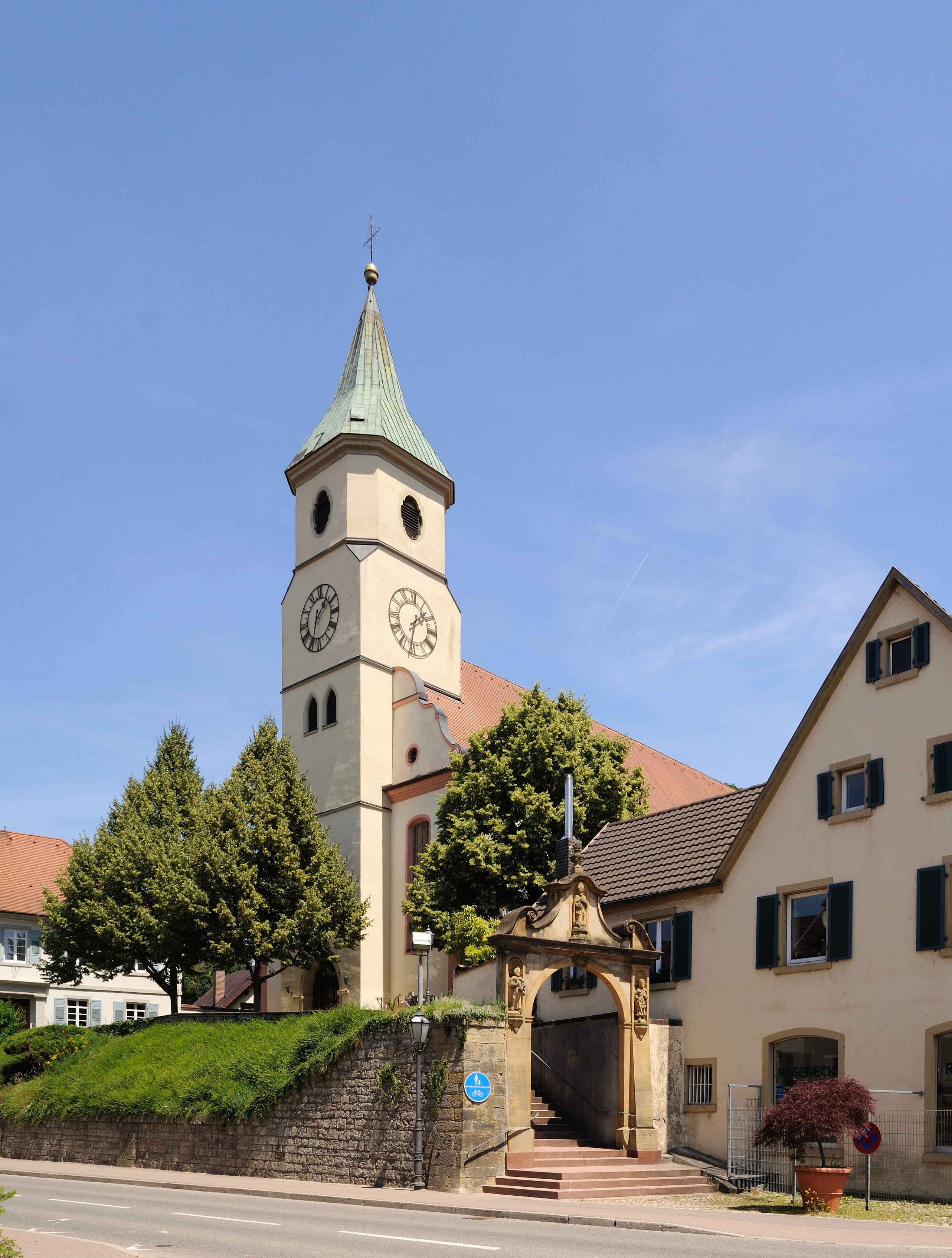
Katholische Kirche St. Leodegar, Schliengen
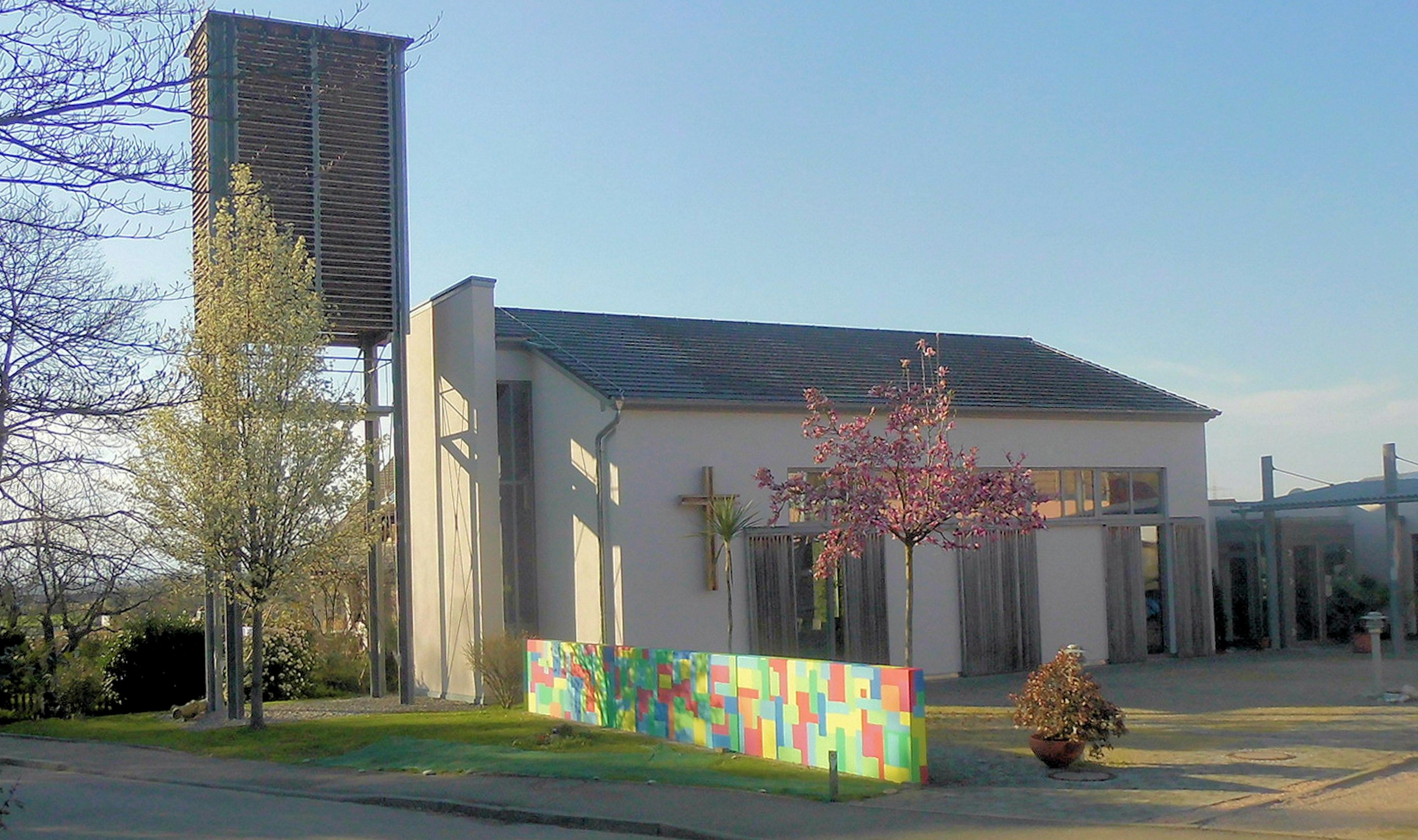
Evangelische Prälat-Hebel-Kirche, Schliengen
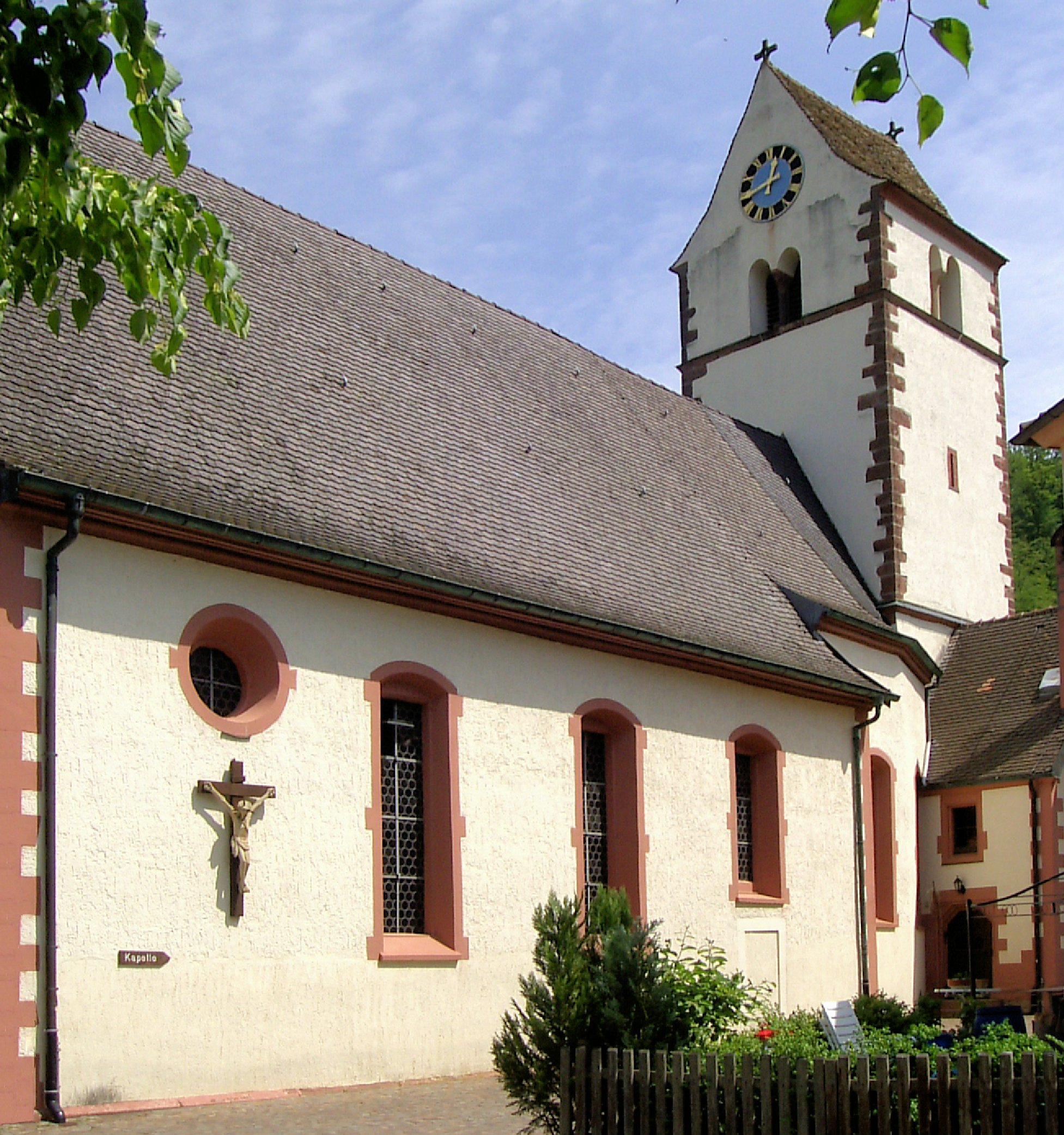
Katholische Kirche St. Vinzenz in Liel
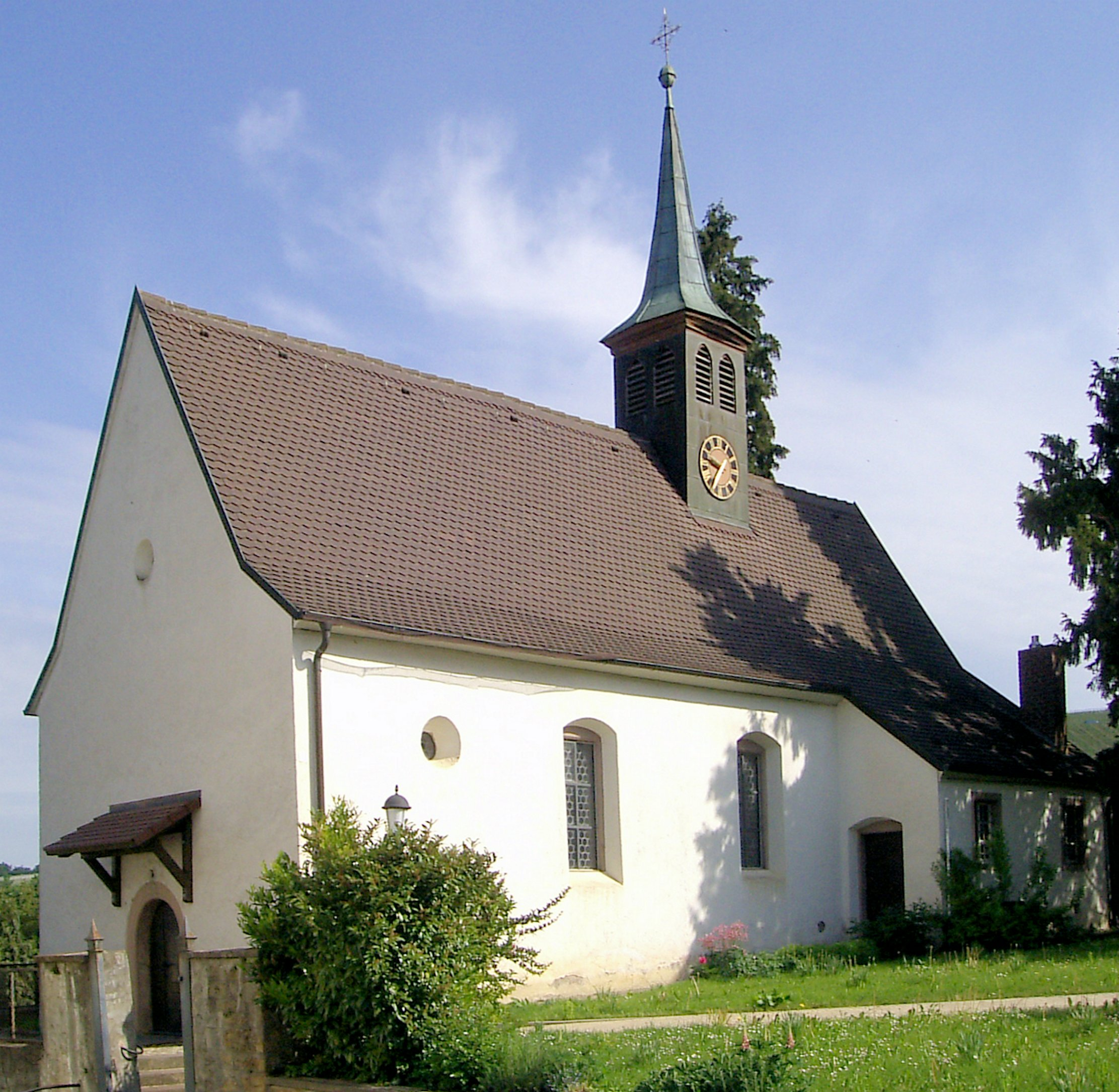
St. Nikolauskapelle in Mauchen
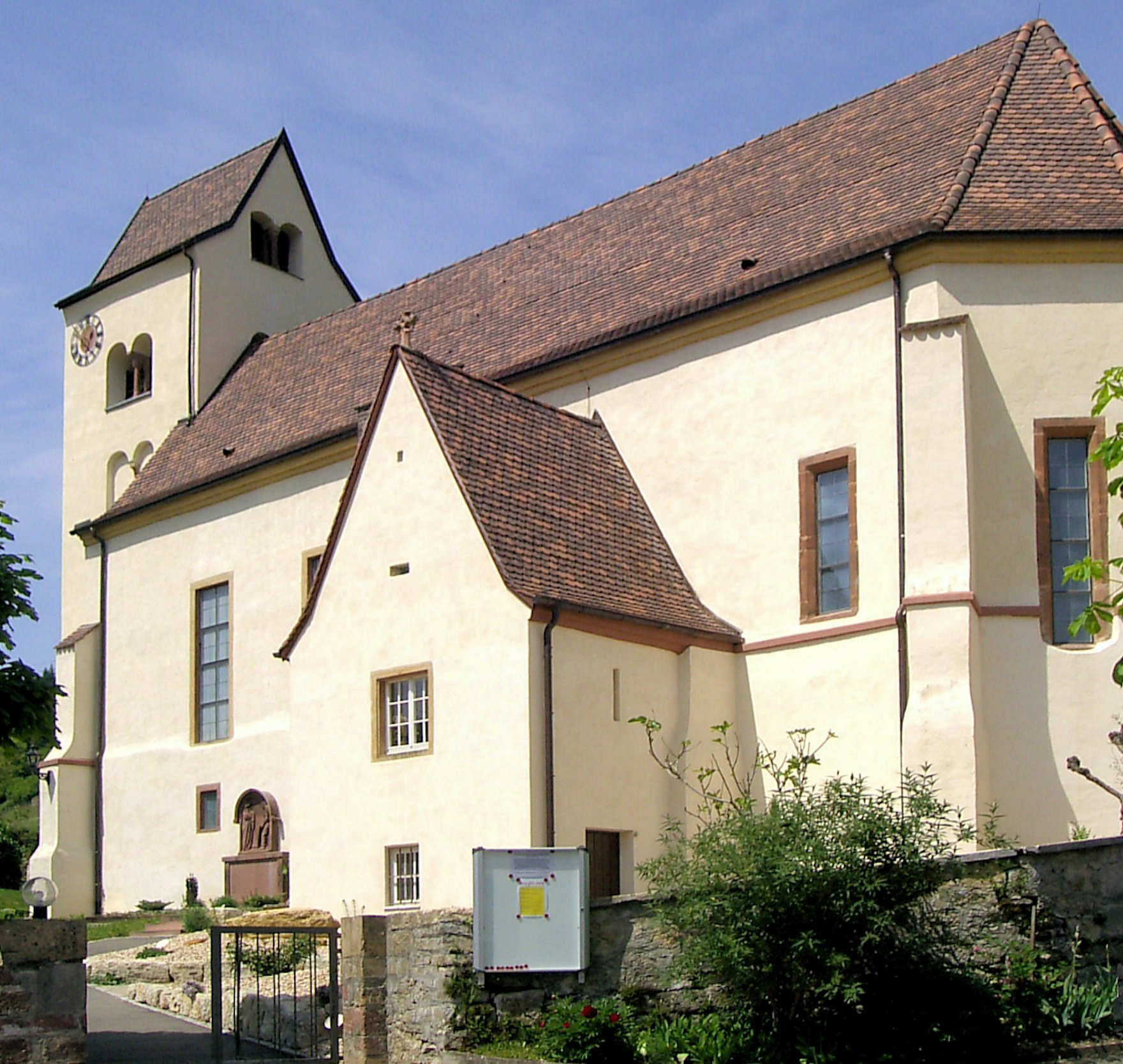
Evangelische Kirche Niedereggenen
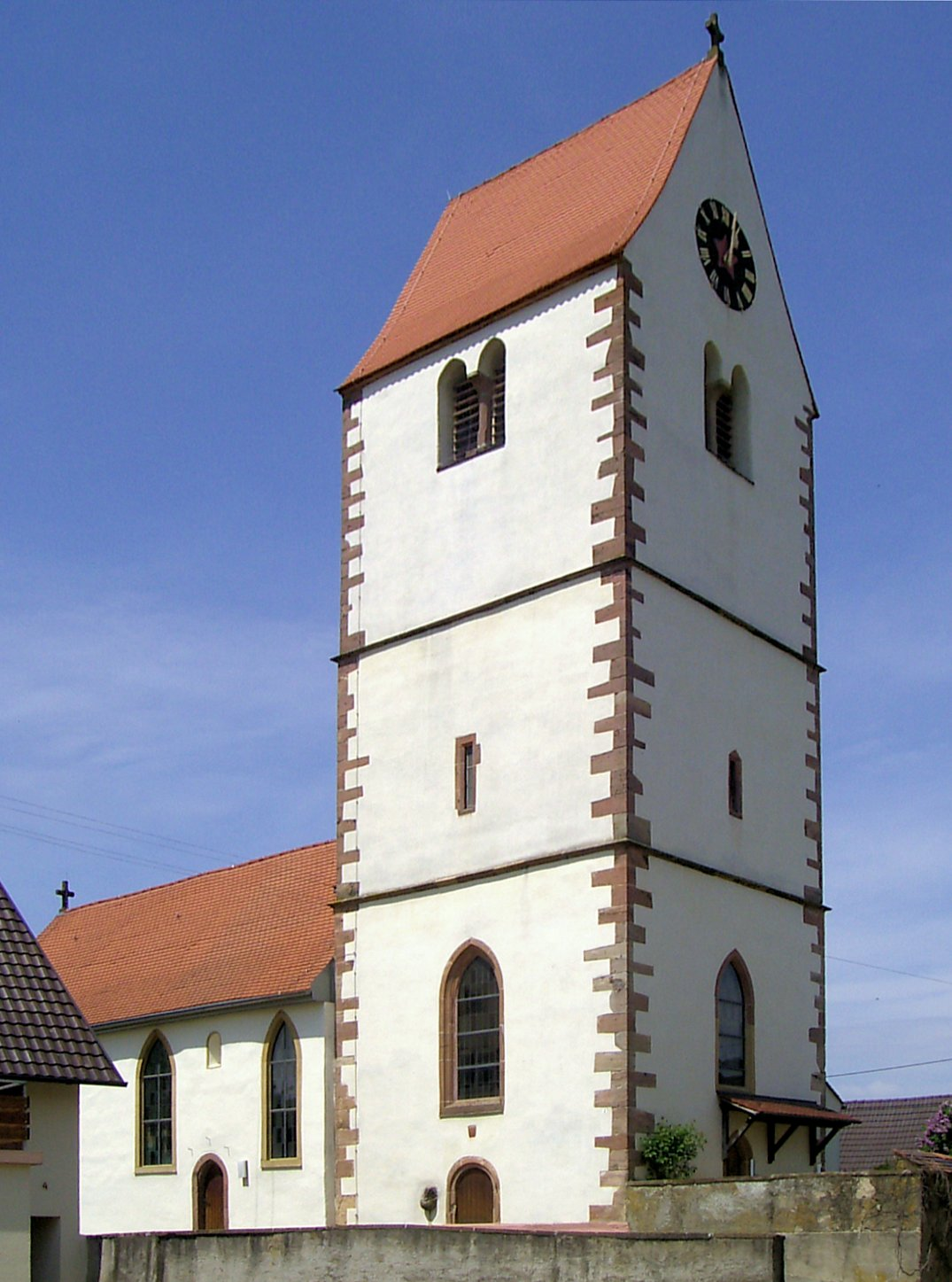
Evangelische Kirche Obereggenen
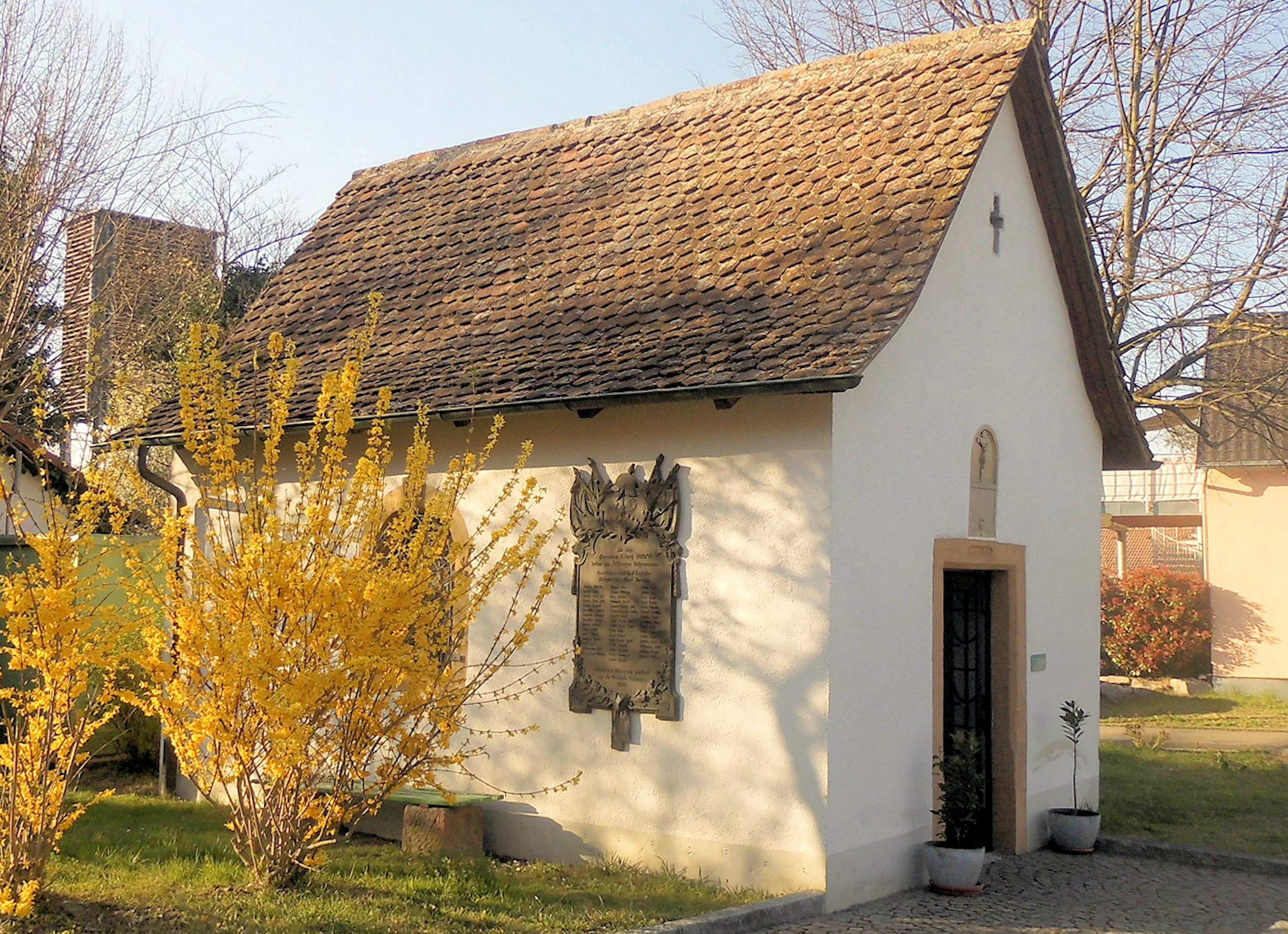
Kapelle zum Gedenken an die Gefallenen des Zweiten Weltkrieges in Schliengen

## Politik

### Gemeinderat
In Schliengen wird der Gemeinderat nach dem Verfahren der unechten Teilortswahl gewählt. Dabei kann sich die Zahl der Gemeinderäte durch Überhangmandate verändern. Der Gemeinderat besteht aus den 19 gewählten ehrenamtlichen Gemeinderäten und dem Bürgermeister als Vorsitzendem. Der Bürgermeister ist im Gemeinderat stimmberechtigt.
Die Kommunalwahl am 9. Juni 2024 führte zu folgendem Endergebnis.
| Parteien und Wählergemeinschaften | Parteien und Wählergemeinschaften           | % 2024  | Sitze 2024 | % 2019 | Sitze 2019 | Kommunalwahl 2024 %50403020100 41,66 % (+10,76 %p)24,73 % (−6,07 %p)19,58 % (−0,52 %p)14,03 % (−4,17 %p) FWCDUGrüneSPD20192024 |
| FWH                               | Freie Wähler Hilzingen                      | 41,66   | 8          | 30,9   | 6          | Kommunalwahl 2024 %50403020100 41,66 % (+10,76 %p)24,73 % (−6,07 %p)19,58 % (−0,52 %p)14,03 % (−4,17 %p) FWCDUGrüneSPD20192024 |
| CDU                               | Christlich Demokratische Union Deutschlands | 24,73   | 4          | 30,8   | 6          | Kommunalwahl 2024 %50403020100 41,66 % (+10,76 %p)24,73 % (−6,07 %p)19,58 % (−0,52 %p)14,03 % (−4,17 %p) FWCDUGrüneSPD20192024 |
| GRÜNE                             | Bündnis 90/Die Grünen                       | 19,58   | 4          | 20,1   | 4          | Kommunalwahl 2024 %50403020100 41,66 % (+10,76 %p)24,73 % (−6,07 %p)19,58 % (−0,52 %p)14,03 % (−4,17 %p) FWCDUGrüneSPD20192024 |
| SPD                               | Sozialdemokratische Partei Deutschlands     | 14,03   | 3          | 18,2   | 3          | Kommunalwahl 2024 %50403020100 41,66 % (+10,76 %p)24,73 % (−6,07 %p)19,58 % (−0,52 %p)14,03 % (−4,17 %p) FWCDUGrüneSPD20192024 |
| gesamt                            | gesamt                                      | 100,0   | 19         | 100,0  | 19         | Kommunalwahl 2024 %50403020100 41,66 % (+10,76 %p)24,73 % (−6,07 %p)19,58 % (−0,52 %p)14,03 % (−4,17 %p) FWCDUGrüneSPD20192024 |
| Wahlbeteiligung                   | Wahlbeteiligung                             | 64,67 % | 64,67 %    | 66,9 % | 66,9 %     | Kommunalwahl 2024 %50403020100 41,66 % (+10,76 %p)24,73 % (−6,07 %p)19,58 % (−0,52 %p)14,03 % (−4,17 %p) FWCDUGrüneSPD20192024 |

### Bürgermeister
Bürgermeister der Gemeinde ist seit 1. März 2020 Christian Renkert. Zuvor war Werner Bundschuh (FDP) seit 1989 Bürgermeister.

### Partnerschaften
Seit 1989 besteht eine offizielle Partnerschaft mit der schweizerischen Stadt Nidau am Bielersee.

## Kultur und Sehenswürdigkeiten

### Bauwerke

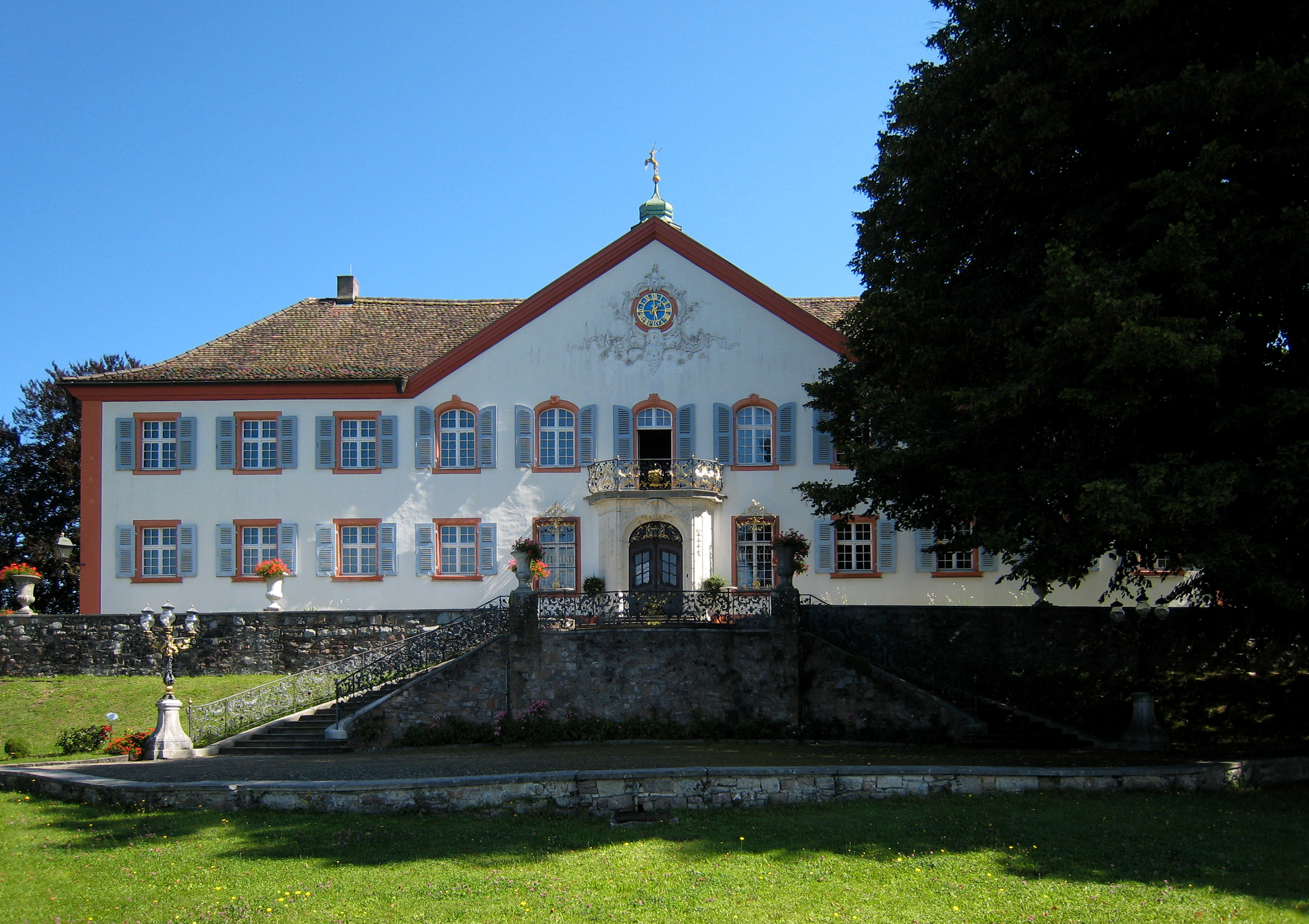
Schloss Bürgeln
Das Schloss Bürgeln liegt hoch über den Weinbergen des Markgräflerlandes, inmitten Kirschbäume, Felder und Wälder. Es wurde im 11. Jahrhundert als Kirche gebaut und ab 1100 als Kloster genutzt.
1762 wurde der Bau von Franz Anton Bagnato auf Veranlassung von Propst Aloysius Mader und Fürstabt Meinrad Troger vom Kloster St. Blasien, zu dem die Propstei gehörte, im frühklassizistischen Stil mit Rokokoausstattung neu errichtet. 1920 drohte die Versteigerung des Schlosses, die durch die Gründung des Bürgeln-Bundes verhindert werden konnte. Rund um das Schloss befindet sich ein 80 m² großer Rosengarten, von dem aus man einen Überblick über die Vogesen, Basel und die Sausenburg-Ruine hat.
Heute finden auf Schloss Bürgeln, vor allem im Sommer, zahlreiche Veranstaltungen statt.
Mitte der 1980er Jahre war das Schloss Drehort einer ZDF-Serie mit dem Titel Lorenz & Söhne.
Wasserschloss Entenstein

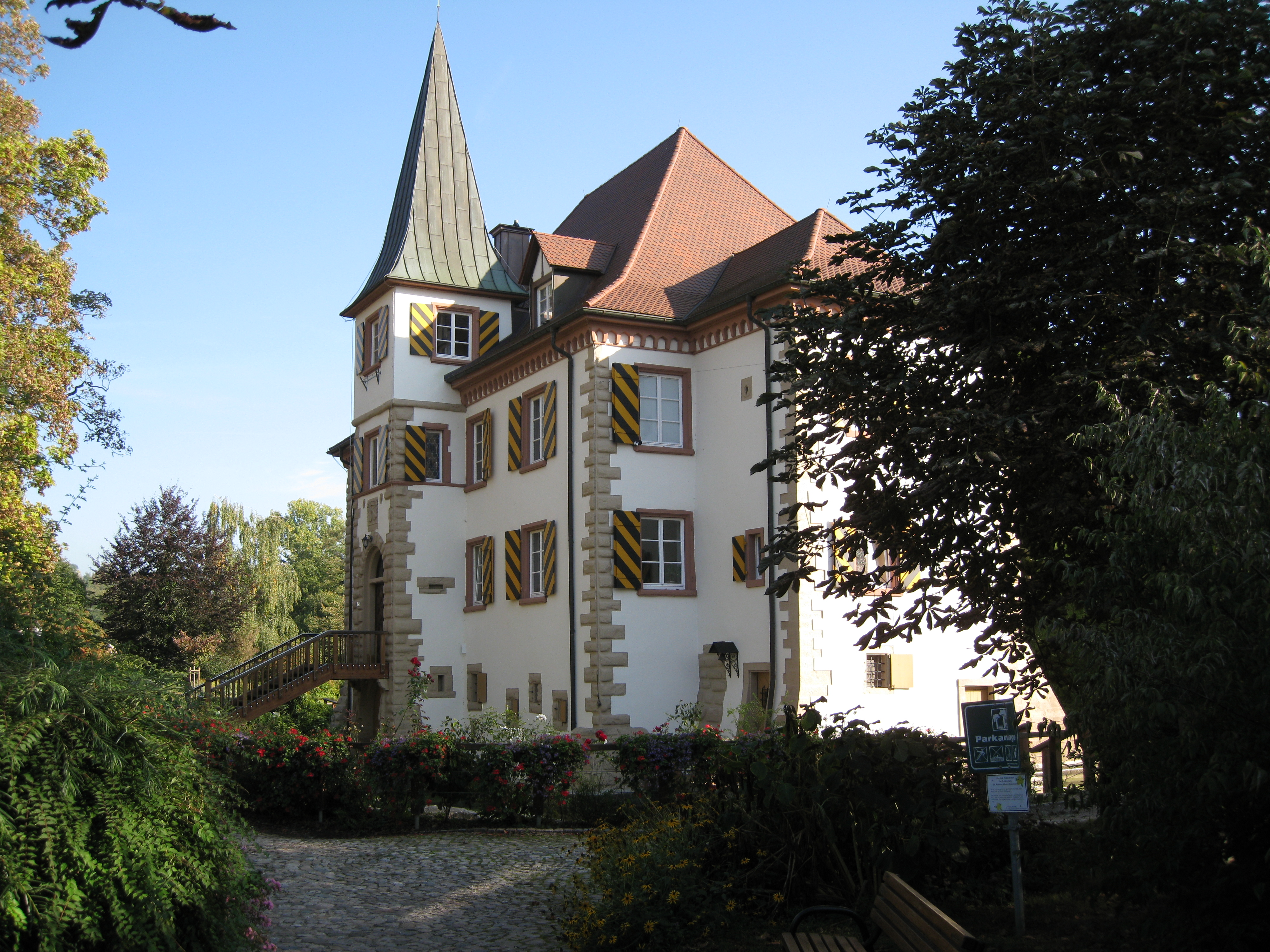
Schloss Entenstein

Das Wasserschloss Entenstein im Kernort Schliengen beherbergt das Rathaus und die Gemeindeverwaltung. Es erhielt, basierend auf einem Bau des Mittelalters, im 16. Jahrhundert seine heutige Form. 1725 wurde das Schloss vom Fürstbischof von Basel, Johann Konrad II. von Reinach-Hirtzbach, gekauft und als Sitz der Obervogtei Schliengen des Fürstbistums Basel genutzt.
Der Schlosspark lädt bei jeder Jahreszeit zu Spaziergängen ein und ist im Sommer Veranstaltungsort zahlreicher Wein- und Straßenfeste.
Lieler Schloss

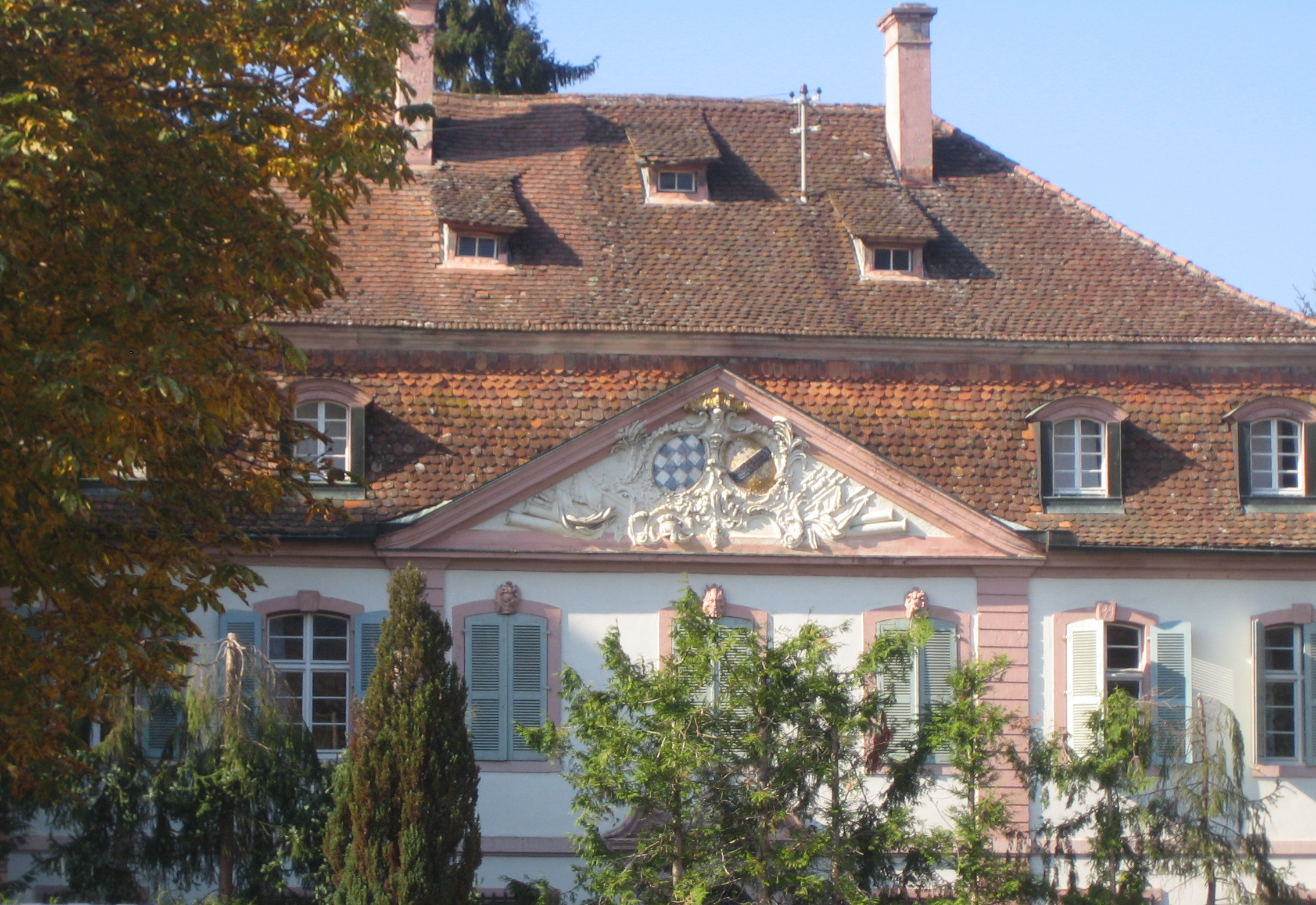
Schloss Liel

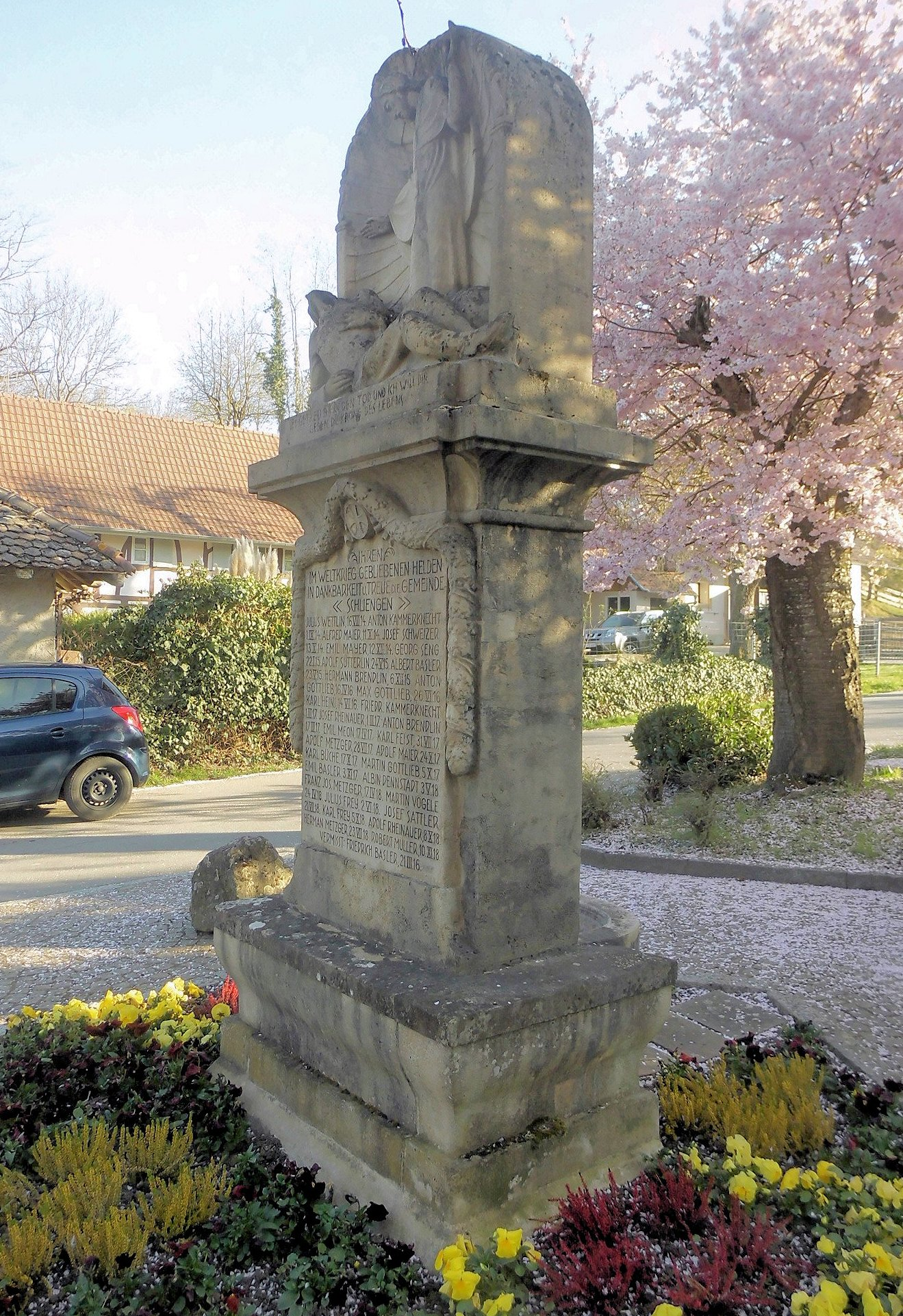
Gefallenendenkmal

Das Schloss in Liel wurde um 1750 im Barockstil durch die Herren von Baden zu Liel erbaut. Es befindet sich in Privatbesitz. In einem Seitengebäude, dem „Kavaliersbau“, ist heute die Verwaltung der Lieler Schlossbrunnen untergebracht.
Evangelische Kirche Niedereggenen
Die Niedereggner Kirche ist eine der ältesten Kirchen am Oberrhein. Der romanische Turm wurde um 1080 errichtet, das heutige Langhaus sowie der gotische Chor und die Sakristei entstanden um 1430. Besonders sehenswert sind die spätgotischen Fresken in Chor und Langhaus.
Gasthaus Krone in Mauchen
Im Gasthaus befindet sich eine reizvolle Mauerkonstruktion mit verschiedenfarbigen Flaschen.
Pfadfinderzentrum Schliengen
Auf den ehemaligen Tennisplätzen von Schliengen wurde 2007 das Pfadfinderzentrum Schliengen der Royal Rangers Pfadfinder als internationale Begegnungsstätte geschaffen.

### Kulinarische Spezialitäten
In den Weinbergen um Schliengen wird, wie insgesamt im Markgräflerland, eine Vielzahl prämierter Weine angebaut, zum Beispiel der Sommerwein aus der Schliengener Winzergenossenschaft. Die Weingüter finden sich auch gerne zu einer Weinprobe bereit.
1988/89 stellte Schliengen mit Petra Mayer die Deutsche Weinkönigin.

## Wirtschaft und Infrastruktur

### Verkehr

#### Bahnverkehr

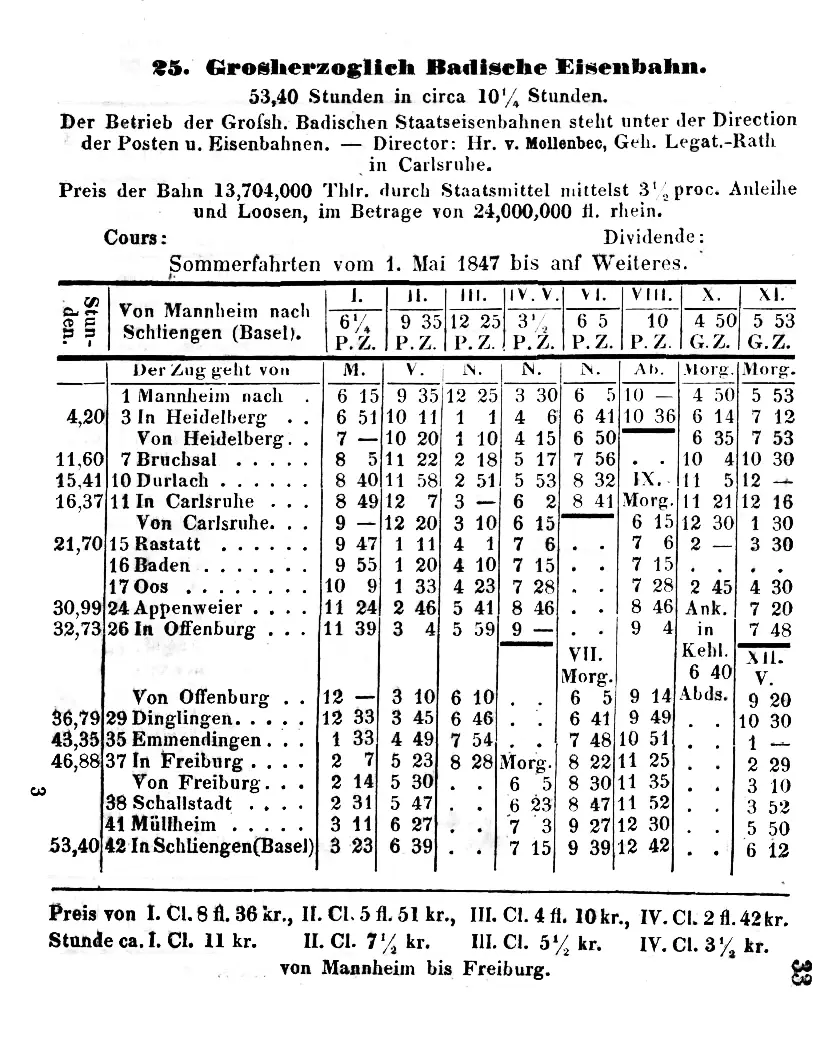
Ab 1844 war Schliengen für einige Jahre der Endpunkt der Badischen Hauptbahn.

Durch die Rheintalbahn (Mannheim–Karlsruhe–Basel) ist Schliengen an das überregionale Schienennetz angeschlossen. Nächstgelegene Fernverkehrsbahnhöfe sind Freiburg im Breisgau und Basel. 

#### Fernstraßen
Durch die Bundesstraße 3 (Buxtehude–Weil am Rhein) besteht auch eine Verbindung zum überregionalen Straßennetz.

#### Radverkehr
Durch eine Alltagsroute aus dem Radnetz Baden-Württemberg ist Schliengen über Bad Bellingen und Efringen-Kirchen mit Weil am Rhein und über Auggen mit Müllheim im Markgräflerland verbunden.
Für Schliengen sind die folgenden Landes-Radfernwege relevant: 
- Der Badische Weinradweg[11] verbindet sieben der neun badischen Weinanbaugebiete. Er beginnt in Grenzach-Wyhlen und führt über Efringen-Kirchen und oberhalb des Rheintals nach Schliengen und weiter nach Müllheim. Sein Ziel ist Laudenbach im Norden Baden-Württembergs.
- Der baden-württembergische Rheinradweg von Konstanz bis Mannheim ist Teil der rechtsrheinischen Variante des Rheinradwegs, der von der Quelle des Rheins am Oberalppass im Schweizer Kanton Graubünden bis zur Mündung bei Rotterdam führt. Er führt von Weil am Rhein (Stadtteil Friedlingen) kommend am Rhein entlang dicht am Gemeindegebiet von Schliengen vorbei und weiter bis zum Neuenburger Ortsteil Steinenstadt. Er ist als Eurovelo-Route 15 (Rheinradweg)[12] und als D-Route 8 (Rhein-Route)[13] ausgewiesen.
- Der Südschwarzwald-Radweg führt als Rundweg von Hinterzarten über Waldshut-Tiengen, Basel und Freiburg rund um den Naturpark Südschwarzwald. Die Hauptvariante führt bei Schliengen ebenfalls am Rhein entlang. Die Dinkelberg-Variante führt von Rheinfelden (Baden) über Lörrach und Kandern nach Schliengen und weiter nach Steinenstadt, wo die beiden Varianten wieder zusammentreffen.

### Ansässige Unternehmen

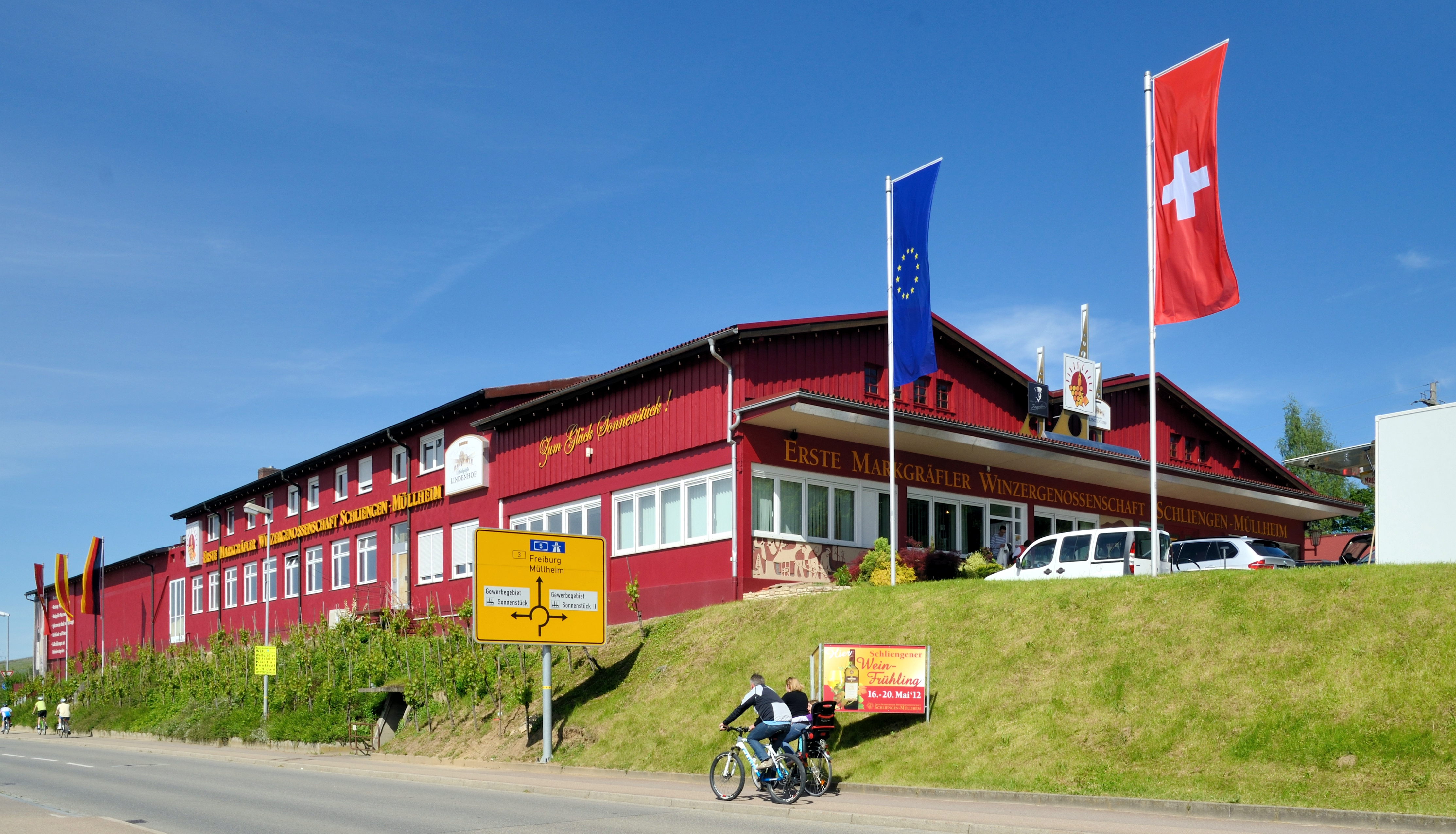
Winzergenossenschaft Schliengen-Müllheim

In Schliengen befindet sich die Erste Markgräfler Winzergenossenschaft Schliengen-Müllheim e. G., die mit ihren Weinen immer wieder bei Bundes- und Landesweinprämierungen unter den ersten Plätzen zu finden ist.
Die Winzergenossenschaft wurde 1908 vom damaligen Ortspfarrer Leonhard Müller zusammen mit 36 Winzern gegründet. Seit 1971 teilen sich alle angeschlossenen Gemeinden die Reblage mit dem Namen Sonnenstück.
Zusätzlich produzieren private Weingüter Weine von hervorragender Qualität, die auch immer wieder ausgezeichnet werden.
In Schliengen sind eine Vielzahl von Unternehmen ansässig. Im Hauptort hat die Gemeinde mit den Gewerbegebieten „Am Sonnenstück I“ und „Am Sonnenstück II“ gezielt Ansiedlungsmöglichkeiten geschaffen.
Im Ortsteil Liel kann der Abfüllbetrieb Lieler Schloßbrunnen auf eine lange Geschichte zurückblicken: Im Jahre 1560 ließ Hans Balthasar von Baden die Quelle beim dortigen Schloss suchen und erschließen.
In Schliengen ist auch die Firma Mayka ansässig, die in den 1950er Jahren von Willi Mayer in Kandern gegründet wurde und Brezelchen und Salzstangen produziert.

### Bildung
Mit der Hebelschule verfügt Schliengen über eine Gemeinschaftsschule mit den Klassen 5–10 der Sekundarstufe I im Hauptort und den Klassen 1–4 der Grundschule an den Außenstellen in Liel, Mauchen und Niedereggenen.

## Persönlichkeiten

### Söhne und Töchter der Gemeinde
- Blasius Wambach (* im 15. Jahrhundert), Abt im Kloster St. Blasien
- Johann Christoph von Rotberg (1720–1772), Domherr in Konstanz, Reichspropst am Ritterstift Odenheim in Bruchsal
- Ernst Friedrich Gilg (1867–1933), Botaniker, geboren in Obereggenen
- Clara Siebert (1873–1963), Landtagsabgeordnete, Reichstagsabgeordnete (Zentrumspartei)
- Lina Kromer (1889–1977), Dichterin, geboren in Obereggenen
- Helmut Wielandt (1910–2001), Mathematiker, geboren in Niedereggenen
- Elisabeth Vomstein (1916–2017), Lepra-Ärztin
- Christoph Hoffmann (* 1957), Forstwissenschaftler und Bundestagsabgeordneter
- Petra Mayer (* 1966), deutsche Weinkönigin 1988/89
- Dominik Krieger (* 1968), Radrennfahrer

### Mit Bezug zu Schliengen
- Beatrice Sutter-Kottlar (1883–1935), österreichische Sopranistin und Gesangslehrerin, wohnte und starb auf Schloss Liel
- Otto Ernst Sutter (1884–1970), deutscher Schriftsteller, wohnte auf Schloss Liel
- Heinz Meier (1930–2013), Schauspieler, wohnte in Schliengen
- Alois Rübsamen (1939–2013), Altbürgermeister und früherer Landrat des Kreises Lörrach
- Franz Krauthausen (* 1946), deutscher Fußballspieler